# Малые вюрцбургские анналы
Малые вюрцбургские анналы (лат. Annales Herbipolenses minores) — составленные на латинском языке в г. Вюрцбург небольшие исторические заметки, озаглавленные как: «Хроника императоров, королей, князей и епископов». Сохранились в рукописи XV в. Охватывают события от Р. Х. до 1400 г. Содержат сведения как по местной, вюрцбургской истории, так и по истории Священной Римской империи.

## Издания
- Annales Herbipolenses minores / G. Waitz // MGH, SS. Bd. XXIV. Hannover. 1879, p. 828—829[2].

## Переводы на русский язык
- Малые вюрцбургские анналы в переводе И. М. Дьяконова на сайте Восточной литературы